# Флорешти (Ботошани)
Флорешти (рум. Florești) насеље је у Румунији у округу Ботошани у општини Тодирени. Oпштина се налази на надморској висини од 73 m.

## Становништво
Према подацима из 2002. године у насељу је живело 41 становника, од којих су сви румунске националности.